# Boissy-sans-Avoir
Boissy-sans-Avoir ist eine französische Gemeinde im Département Yvelines in der Region Île-de-France. Sie gehört zum Arrondissement Rambouillet und zum Kanton Aubergenville (bis 2015: Kanton Montfort-l’Amaury). Die Gemeinde hat 614 Einwohner (Stand 1. Januar 2022).

## Name
Die Bezeichnung Boissy stammt vom lateinischen buxiacum. Der Name des Ortes geht auf den Wahlspruch der Herren von Boissy zurück: Sans avoir Peur (Ohne Angst zu haben).

## Geographie
Boissy-sans-Avoir liegt etwa 50 Kilometer Luftlinie westlich von Paris auf einer Höhe zwischen 77 und 116 m über dem Meeresspiegel, die mittlere Höhe beträgt 95 m. Das Gemeindegebiet umfasst 3,96 km² (396 ha), und die Bevölkerungsdichte beträgt 146 Einwohner pro km². Der Ort ist von landwirtschaftlichen Flächen und wenig Wald umgeben.
Nachbargemeinden sind unter anderem Garancières westlich, Galluis südlich, Auteuil nördlich und Vicq im Osten.

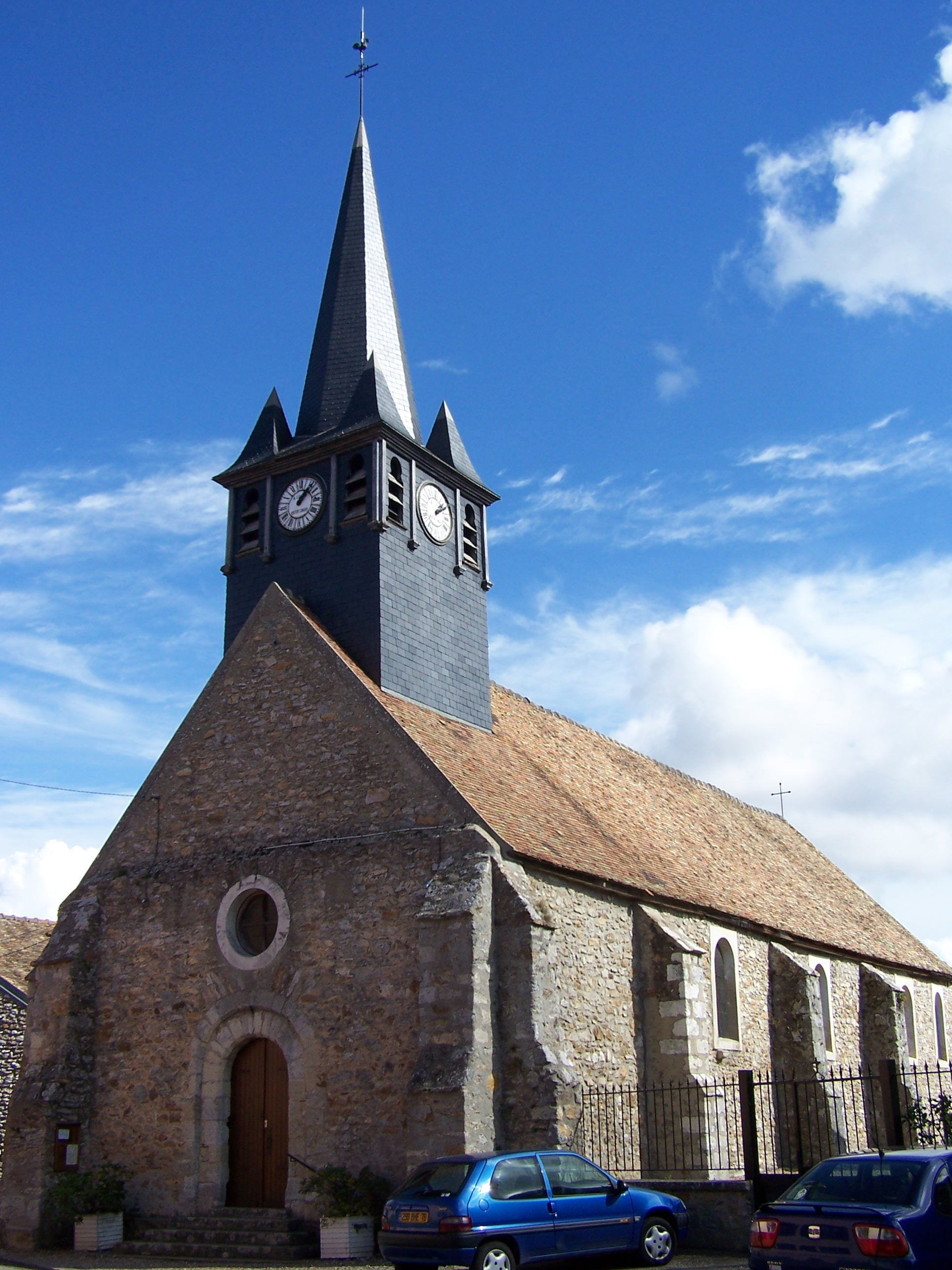
Kirche Saint-Sébastien

## Bevölkerungsentwicklung
| 1962 | 1968 | 1975 | 1982 | 1990 | 1999 | 2011 |
| ---- | ---- | ---- | ---- | ---- | ---- | ---- |
| 352  | 357  | 392  | 380  | 423  | 519  | 578  |

## Sehenswürdigkeiten
- Kirche aus dem 14. Jahrhundert, dem heiligen Sebastian gewidmet
- Überreste (Keller) einer Kapelle aus dem 13. Jahrhundert

## Persönlichkeiten
- Romy Schneider (1938–1982), deutsch-französische Filmschauspielerin; Romy Schneider und ihr Sohn (1966–1981) sind auf dem Friedhof in Boissy-sans-Avoir begraben